# Rubén Cruz
Rubén Cruz Gil (Utrera, Sevilla, 13 de octubre de 1985) es un futbolista español que juega como delantero en el Club Deportivo Utrera de la Tercera División de España.

## Trayectoria
La carrera futbolística de Rubén se inició como alevín del Cantera Utrerana. A base de dianas, el utrerano fue subiendo peldaños en los escalafones inferiores del C.D. Utrera hasta llegar a edad juvenil. Fue entonces cuando, como todo jugador del entorno que destaca, Betis y Sevilla se pelearon por su fichaje. Tras ser mejor jugador de la Liga de los Colegios con La Fontanilla, el utrerano se decantó por el proyecto que le ofrecieron los de verdiblanco, al que acababa de llegar Víctor Fernández para guiar por Europa a jugadores como Denílson, Joaquín, Assunçao o el mejor Capi, que prometían muy buenos ratos de fútbol.
Sus dos primeros años, en categoría juvenil, fueron muy buenos y sus buenas actuaciones le permitieron dar el salto al Betis B e incluso acudir varias veces con el primer equipo a entrenamientos y partidos amistosos. Ya en el filial y la falta de oportunidades con el primer equipo le llevó a buscar una salida de mutuo acuerdo, pues a sus 24 años su etapa en la cantera había acabado. 
No obstante, su salida de Heliópolis le obligaba a buscarse la vida en equipos de Segunda B, un entorno complicado para relanzar su carrera profesional. En la temporada 2011-2012 jugó en la UD Melilla y de ahí pasó al Écija Balompié en la temporada 2012-2013. En el cuadro astigitano, bajo la dirección técnica de Miguel Rivera Mora, el delantero utrerano anotó nueve tantos durante la campaña, en la que disputó 29 partidos.
Fruto de su persistencia, en verano de 2013 llegó la llamada del Albacete Balompié con el que llegó ascender en la campaña 2013-14, al marcar 23 goles durante la fase regular.  En el play-off de ascenso logró tres goles ante el Sestao River, en aquella eliminatoria, el equipo manchego consiguió regresar a Segunda División.
Tras ascender a Segunda División con el equipo manchego, en el curso 2014-2015 vivió su debut en la categoría, en la que consiguió 10 goles que ayudaron al equipo a obtener la permanencia. Un éxito que el equipo no obtuvo en la campaña 2015-2016, al acabar en penúltima posición. En cuanto a cifras, el delantero consiguió siete goles. 
En el verano de 2016, tras el descenso del Albacete Balompié, el jugador firma por el Cádiz CF de la Segunda División de España. En su primera temporada en el conjunto gaditano acabaría ubicado en quinta posición, jugando el play-off de ascenso, con el que disputaría 24 partidos, en los que acumuló 1396 minutos de competición.
En enero de 2018, Rubén Cruz se queda sin sitio en un Cádiz que lucha por ascender a Primera, el utrerano abandona la entidad tras un año y medio, habiendo acumulado solo 350 minutos en la temporada 2017-18 y sin haber anotado ningún gol en sus 34 encuentros disputados desde que llegase en la 2016-17. 
El 15 de enero de 2018, el Fútbol Club Cartagena anuncia que se hace con sus servicios para firmar al delantero sevillano por temporada y media, hasta junio de 2019. En la segunda mitad de la temporada 2017-2018 ayudó a que los cartageneros consiguieran la clasificación para el play-off, donde se quedaron a un pasito de la gloria. En total, Rubén jugó 23 partidos y anotó 11 goles. 
En la temporada 2018-19 continuó en el club cartagenero, en el que disputó 34 encuentros, firmando seis goles.
En julio de 2019, se compromete con el Real Club Recreativo de Huelva de la Segunda División B por una temporada. En el decano disputó un total de 19 partidos, 9 como titular, y 2 goles.
En septiembre de 2020, firma con el Club Deportivo Utrera de la Tercera División de España de su ciudad natal por una temporada.

## Clubes
| Club                           | País   | Año       |
| ------------------------------ | ------ | --------- |
| Betis B                        | España | 2005-2010 |
| Unión Estepona                 | España | 2010-2011 |
| UD Melilla                     | España | 2011-2012 |
| Écija Balompié                 | España | 2012-2013 |
| Albacete Balompié              | España | 2013-2016 |
| Cádiz C.F.                     | España | 2016-2018 |
| FC Cartagena                   | España | 2018-2019 |
| Real Club Recreativo de Huelva | España | 2019-2020 |
| Club Deportivo Utrera          | España | 2020-     |